# Chronologie de l'Afrique du Sud

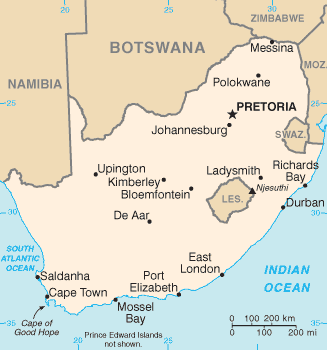
Carte de l'Afrique du Sud.

La chronologie historique et humaine de l'Afrique du Sud remonte à plusieurs millions d'années. Le pays est ainsi l'un des plus anciens foyers humains de population du monde ainsi qu'une terre d'immigration pour les continents africain, européen et asiatique.

## Préhistoire

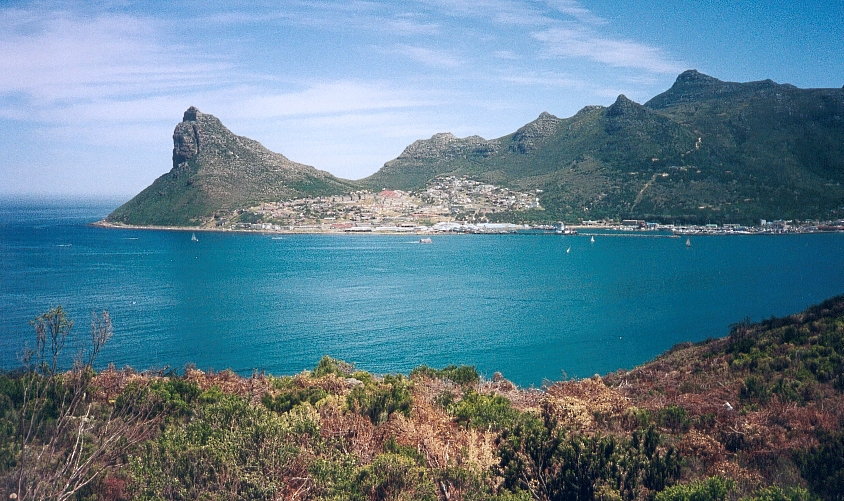
Péninsule du Cap.

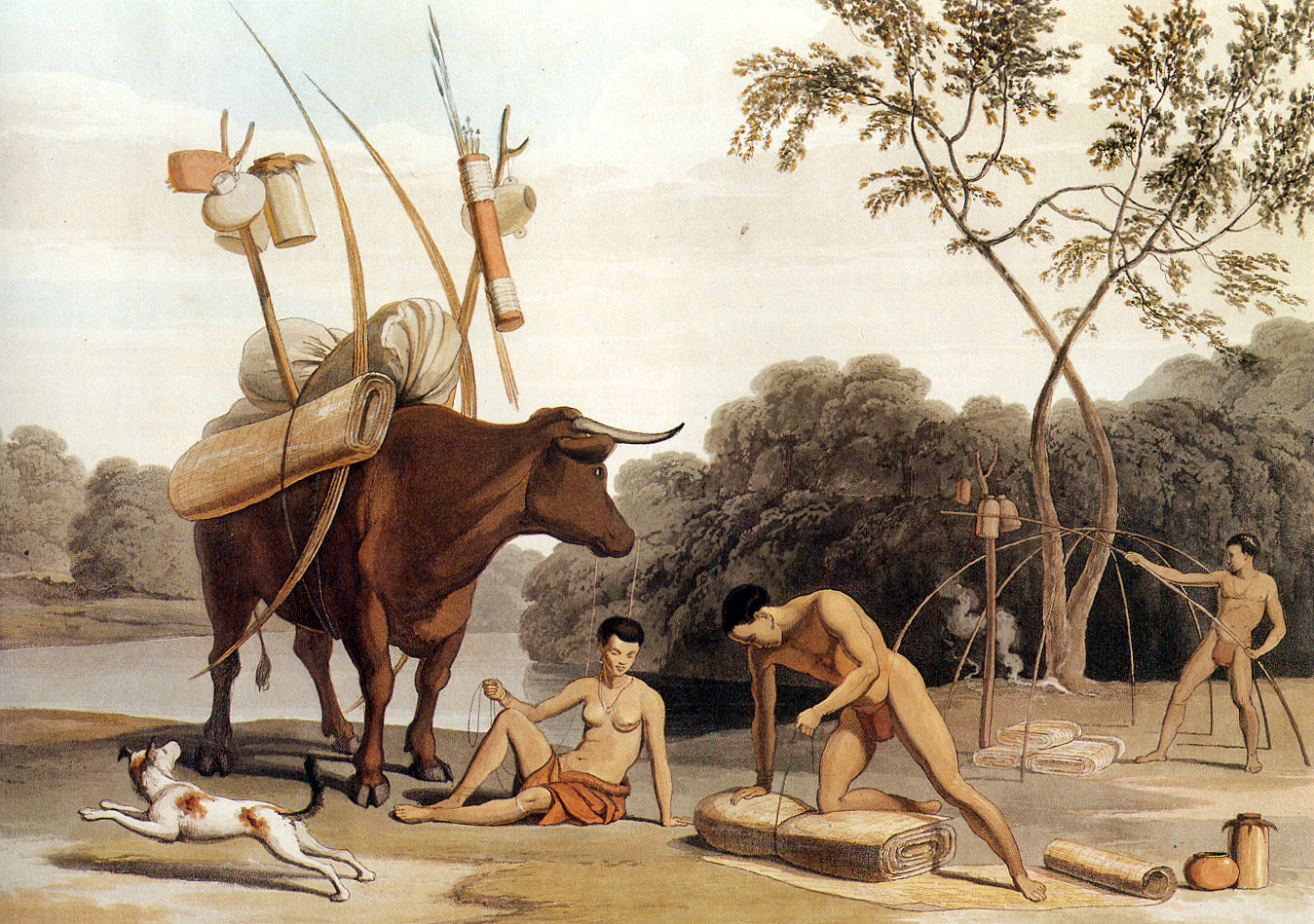
Tribus Khoïkhoïs de la colonie du Cap.

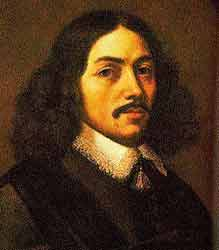
Jan van Riebeeck.

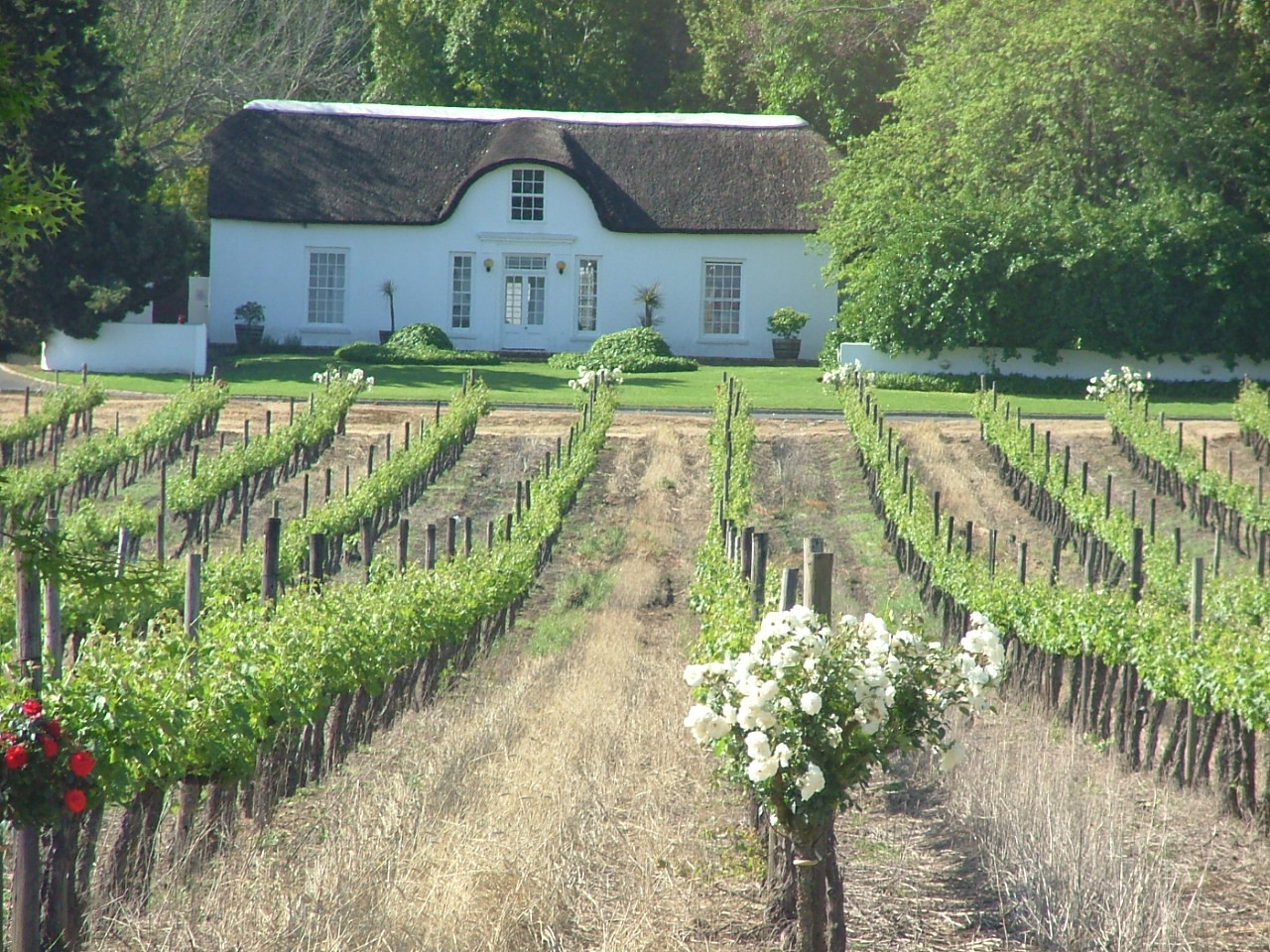
Vignoble près de Stellenbosch.

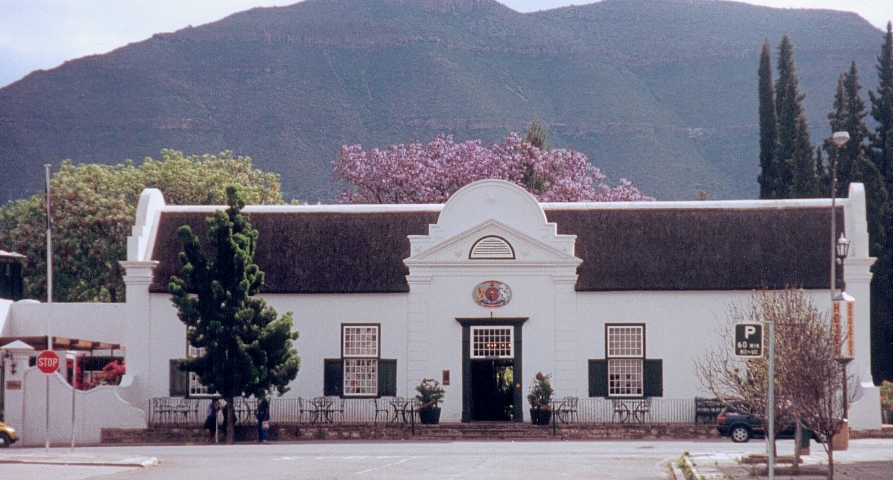
Graaff-Reinet.

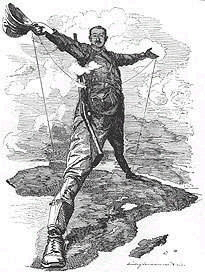
Cecil Rhodes.

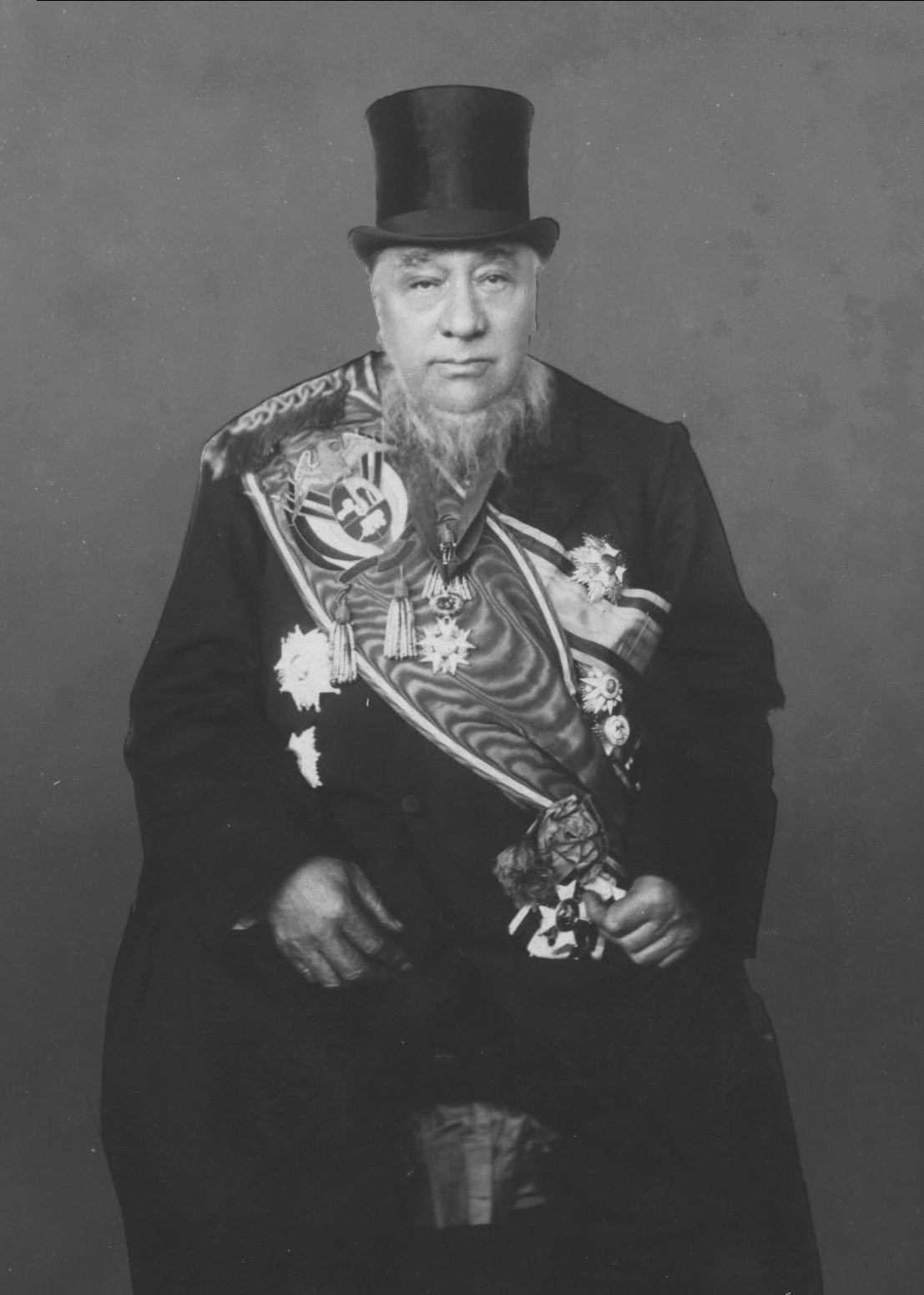
Paul Kruger.

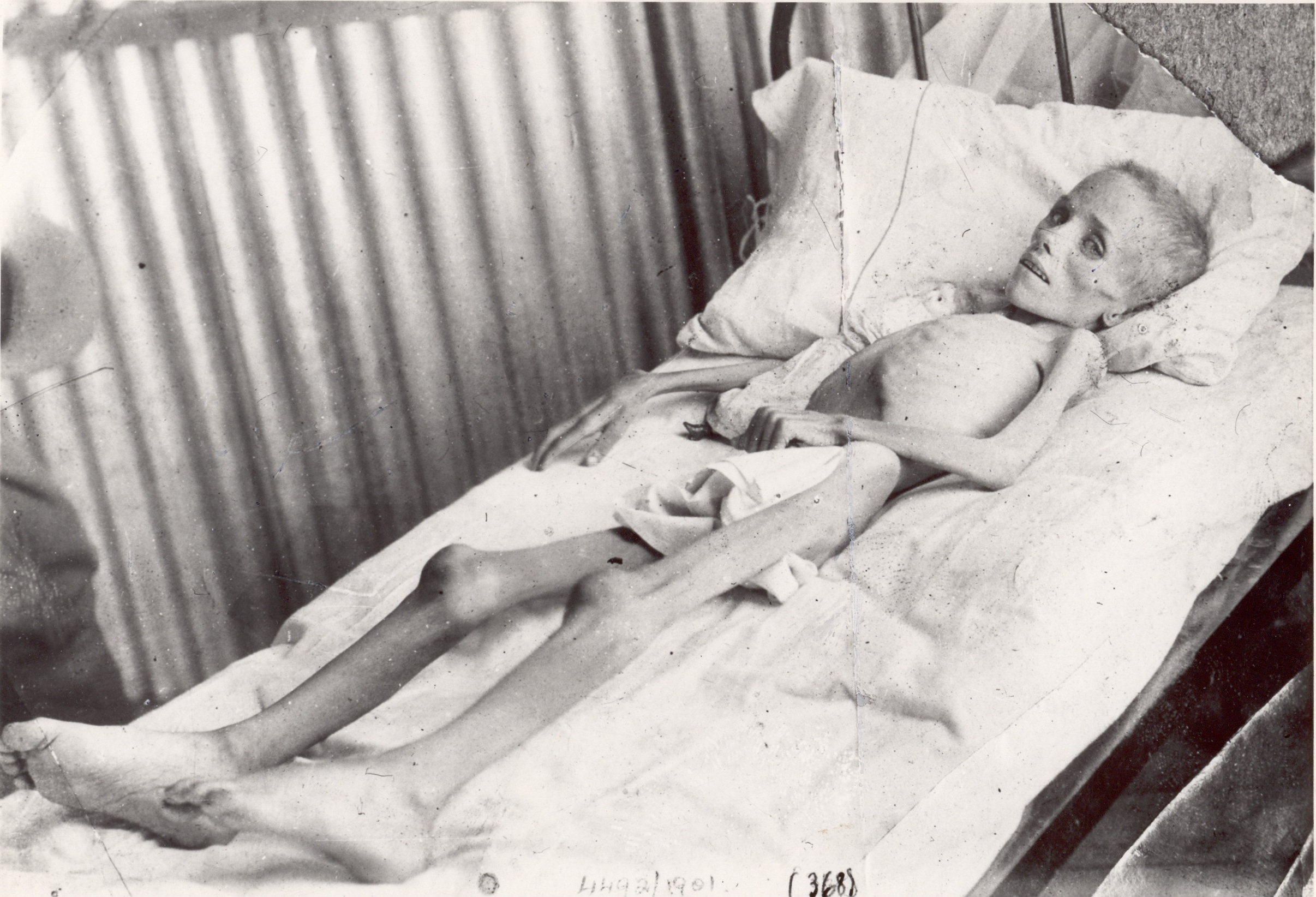
Enfant boer internée dans un camp de concentration britannique.

- vers - 3 millions d'années : Des Australopithèques vivaient sur les hauts plateaux du veld.
- vers - 40 000 et - 25 000 ans : Les plus anciens habitants connus ont développé la culture des Bochimans, chasseurs-cueilleurs nomades qui n'ont laissé comme trace de leur passage que des peintures rupestres.
- vers - 2 500 ans : Certains Bochimans ont acquis le bétail des régions plus au nord, devenant des éleveurs. Les Khoïkhoïs, des Bochimans pastoraux, se sont alors déplacés vers le sud, rejoignant l'actuel Cap de Bonne-Espérance. Avec les Bochimans de l'intérieur, nommés San, ils formeront le peuple des khoïsan.
- vers - 1000 : Des peuples de langues bantoues émigrent du delta du Niger.

## Premier millénaire
- 500 : Ces peuples bantous originaires de la région des grands lacs d'Afrique centrale atteignent la côte sud sur l'Océan Indien et s'installent dans l'actuelle province du KwaZulu-Natal.
- vers le Xe siècle : Certaines tribus bantoues (xhosas) émigrent dans la région du Cap à l'est de la Fish River (Transkei, dans l'actuel Cap-Oriental).
- XIe – XIIIe siècle : royaume de Mapungubwe.

## Premières explorations européennes
- 1488 : Bartolomeu Dias atteint le cap des Tempêtes (cap de Bonne-Espérance).
- 1497 : Découverte du Natal par Vasco de Gama.

## Colonisation néerlandaise
- 1652 : Établissement d'une station de ravitaillement néerlandaise au Cap par 90 salariés de la Compagnie néerlandaise des Indes orientales commandés par Jan van Riebeeck.
- 1657 : la Compagnie néerlandaise des Indes orientales autorise neuf de ses (ex-)salariés à s'établir librement au Cap ce qui fait d'eux les premiers colons. Importation d'esclaves en provenance de Batavia et de Madagascar pour pallier la pénurie de main d'œuvre.
- 1679 : Fondation de Stellenbosch.
- 1688 : Deux cents huguenots français rejoignent les 800 administrés du comptoir commercial et sont autorisés à s'établir dans la région du Cap où ils fondent Franschhoek.
- 1691 : L'établissement du Cap devient officiellement la colonie du Cap.
- 1700 : Les bantous franchissent au nord le fleuve Vaal.
- 1770 : Premières rencontres entre bantous et boers (européens d'origines franco-néerlandaises) à la hauteur de la Great Fish River, à 900 km à l'est du Cap.
- 1779 : Premières hostilités entre noirs et blancs. Première des neuf guerres cafres (1779-1878).
- 1786 : Fondation de Graaff-Reinet par les "trekboers" (Boers nomades) en plein désert du Karoo.
- 1795 : Première occupation britannique du Cap pour empêcher la France révolutionnaire de s'emparer de la colonie.

## Colonisation britannique et républiques boers
- 1806 : les Britanniques deviennent la nouvelle puissance coloniale au Cap.
- 1814 : les Néerlandais renoncent définitivement à leur ancienne colonie.
- 1818-1825 : Le Mfecane (ou grand dérangement) déplace les peuples bantous de la région sous la force de l'expansion sanglante des Zoulous dirigés par le roi Shaka.
- 1820 : les colons britanniques fondent Port Elizabeth.
- 1835 : l'abolition de l'esclavage et divers incidents avec les autorités coloniales amènent à l'exode les Boers au-delà de la Colonie du Cap, dans l'intérieur des terres d'Afrique du Sud. C'est le début du Grand Trek.
- 1838 : victoire des Boers contre les Zoulous lors de la bataille de Blood River.
- 1840 : la république boer de Natalia est annexée par les Britanniques qui forment alors la colonie du Natal.
- 1848 : annexion de la Cafrerie britannique, administrée séparément de la colonie du Cap en tant que possession de la Couronne britannique..
- 1852 : convention de Sand River par laquelle le Royaume-Uni reconnaît l'indépendance du Transvaal
- 1854 : l'État libre d'Orange accède à son tour à l'indépendance.
- 1854 : la colonie du Cap est dotée d'une constitution et d'un gouvernement représentatif.
- 1855 : fondation de Pretoria par les Boers. Elle devient la capitale de la république sud-africaine du Transvaal en 1860.
- 1856 : « Suicide national » des Xhosas à la suite des prophéties de Nongqawuse. Les terres ainsi dépeuplées de plusieurs dizaines de milliers de personnes sont attribuées à plus de 6 000 immigrants européens d'origine allemandes.
- 1866 : annexion de tout le territoire de la cafrerie britannique à la colonie du Cap pour former les districts de King William's Town et de East London.
- 1867 : découverte des premiers diamants à Kimberley puis de gisements d'or dans le Witwatersrand au Transvaal suscitant la convoitise des Britanniques.
- 1871 : annexion de Kimberley à la colonie du Cap.
- 1875 : début de l'annexion des territoires indigènes en amont de la rivière Kei et en aval de Port Edward. Ils formeront plus tard le Transkei.
- 1877 : annexion du Transvaal par les Britanniques
- 1879 : Guerre anglo-zouloue, les Britanniques sont défaits à Isandhlwana mais gagnent la guerre.
- 1880-1881 : Première guerre des Boers. Défaite des Britanniques.
- 1884 : le Transvaal redevient indépendant sous la férule de Paul Kruger.
- 1886 : fondation de Johannesbourg dans le Witwatersrand à quelques kilomètres de Pretoria.
- 1887 : Annexion du Zoulouland par les Britanniques.
- 1890 : Cecil Rhodes, premier ministre du Cap, entreprend une politique de conquête territoriale afin d'isoler les Boers.
- 1894- 1895: Annexion du Pondoland et du Tongaland par les Britanniques permettant de relier le Natal à la colonie du Cap.
- 1895 : échec de la tentative de coup d'État au Transvaal fomentée par Leander Starr Jameson (partisan de Rhodes) contre Paul Kruger.
- 1895 : Crise boursière des mines d'or sud-africaines
- 1899-1902 : Seconde guerre des Boers. La domination britannique sur toute l'Afrique du Sud s'assure par l'écrasement des deux républiques indépendantes. Inauguration des camp de concentration dénoncés par Emily Hobhouse et dans lesquels périssent plus de vingt six mille civils boers, majoritairement des vieillards, des femmes et des enfants.
- 1906-1907 : La colonie du Transvaal et la colonie de la rivière Orange (ancien état libre d'Orange) obtiennent leur autonomie politique.

## L'Afrique du Sud indépendante

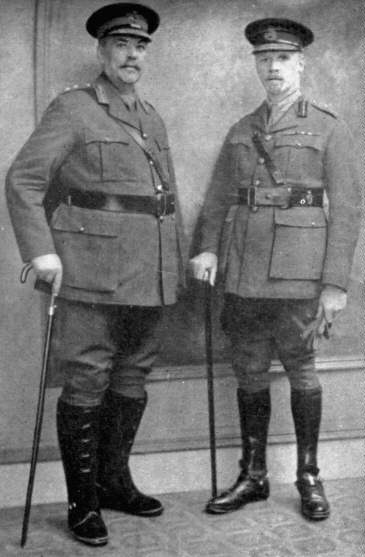
Louis Botha et Jan Smuts

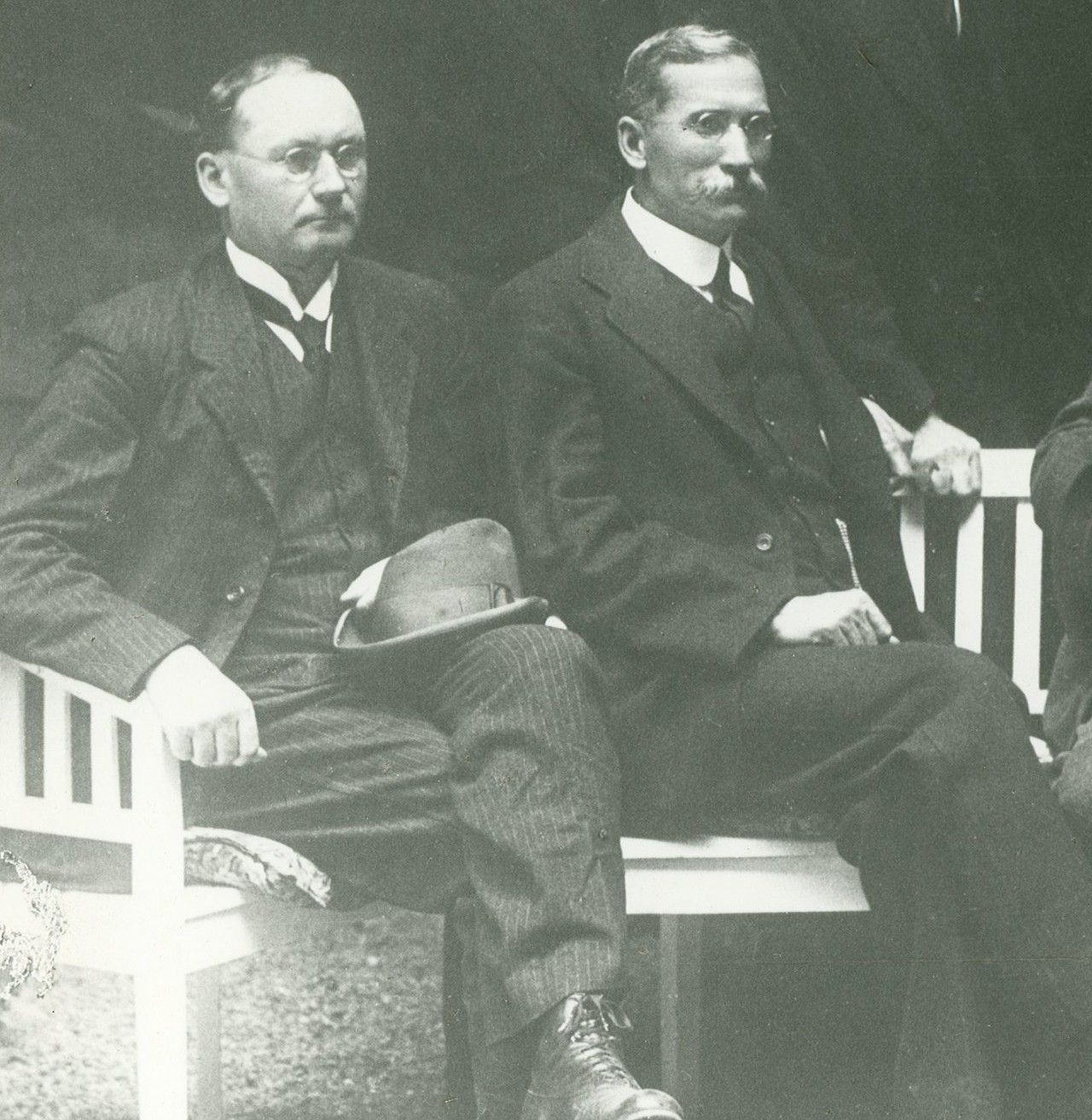
Daniel Malan et James Barry Hertzog

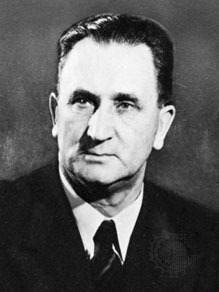
JG Strijdom

- 1910 : le South Africa Act créait le dominion de l'Union d'Afrique du Sud regroupant les colonies du Cap (comprenant le Griqualand, le Stellaland et le Bechuanaland britannique), du Natal, du Transvaal et de l'Orange. Louis Botha premier ministre.
- 1912 : création d'un mouvement noir sud-africain, le Congrès national africain (l'ANC) à Bloemfontein (État libre d'Orange) alors que les premières lois ségrégationnistes sont mises en place au niveau national.
- 1914 : fondation du Parti national (NP) par le général James Barry Hertzog et d'anciens officiers Boers.
- 1915 : l'Afrique du Sud participe à la Première Guerre mondiale aux côtés des Britanniques. Elle conquiert le Sud-Ouest africain (future Namibie), envoie des soldats combattre sur le front européen et au Tanganyka.
- 1918 : fondation du Broederbond, société secrète de type franc-maçonne dévouée à la promotion politique, sociale et économique des Afrikaners.
- 1919: Jan Smuts succède à Louis Botha.
- 1920: la Société des Nations confie par mandat le Sud-Ouest Africain à l'Afrique du Sud.
- 1922: Révolte ouvrière du Witwatersrand.
- 1924 : premier gouvernement nationaliste afrikaner dirigé par James Barry Hertzog. L'afrikaans devient langue nationale et le pays se dote d'un drapeau et d'un hymne national (1928).
- 1931: crise monétaire et financière. Droit de vote accordé aux femmes (blanches).
- 1934 : mise en place du Gouvernement d'union nationale. Schisme au sein du Parti National où les radicaux refusent de rejoindre le nouveau Parti uni de James Barry Hertzog et de Jan Smuts.
- 1936 : suppression de la franchise de vote des populations noires de la province du Cap. La part des réserves indigènes passe de 7 % à 13 % de la surface du territoire sud-africain.
- 1939 : Hertzog est mis en minorité au parlement. Le maréchal Jan Smuts lui succède et engage l'Afrique du Sud dans la Seconde Guerre mondiale aux côtés des alliés. Engagements principaux de l'Afrique du Sud en Afrique du Nord, à Madagascar, en Abyssinie et en Italie.
- 1944 : fondation de la ligue de jeunesse de l'ANC par Nelson Mandela, Walter Sisulu et Oliver Tambo.
- 1945 : l'Afrique du Sud est membre fondateur des Nations unies.
- 1948 : victoire du Parti national aux élections générales. Daniel Malan est premier ministre et forme un gouvernement exclusivement composé d'Afrikaners.

### La période de l'apartheid (1948-1991)
- 1949-1954 Mise en place des principales lois d'apartheid avec l'institutionnalisation de la suprématie blanche.
  - Loi sur l'interdiction des mariages mixtes (1949)
  - Loi pénalisant les relations sexuelles entre blanc et non blanc (1950).
  - Loi classifiant la population selon leur race (1950).
  - Interdiction du Parti communiste sud-africain et de tout parti assimilé (1950).
  - Loi d'habitation séparée (Group Areas Act du 27 avril 1950), répartissant racialement les zones urbaines d'habitation.
  - Loi sur le passeport intérieur (1952)
  - Loi sur la systématisation des aménagements publics distincts (1953).
  - Loi d'éducation bantoue (1953)
- 1952 : campagne de désobéissance menée par le congrès national africain pour protester contre l'apartheid.
- 1954: JG Strijdom, partisan du "Baasskap" (relations maitre-serviteur) succède à Malan.
- 1955 : rédaction de la Charte de la liberté par les mouvements anti-apartheid. Suppression de la franchise de vote des populations coloureds dans la province du Cap.
- 1958 : mort de Strijdom. Hendrik Verwoerd lui succède. L'idéologie du "Baasskap" est remplacée par celle de développement séparé. Loi sur la promotion de gouvernements noirs autonomes créant les bantoustans sous administration des non blancs.
- 1959 : fondation du Congrès panafricain d'Azanie (PAC) par des dissidents de l'ANC.
- 1960 : Massacre de Sharpeville et interdiction de l'ANC, du PAC et des mouvements nationalistes africains. Référendum du 5 octobre sur l'instauration de la république (validée à 52 % des suffrages).
- 31 mai 1961 : Fondation de la République d'Afrique du Sud. Retrait du Commonwealth. Début de la lutte armée de l'ANC.
- 1963 : Nelson Mandela est condamné à perpétuité pour terrorisme et les autres chefs de l'ANC, emprisonnés ou en exil.
- 1966 : assassinat de Hendrik Verwoerd par un déséquilibré en plein parlement. Son ministre de la justice John Vorster lui succède.
- 1967 : visite d'une délégation commerciale malawite reçue avec toutes les honneurs par le premier ministre sud-africain John Vorster.
- 1968 : révocation par l'ONU du mandat sud-africain sur le Sud-Ouest africain.
- 1969 : premier schisme au sein du parti national quand John Vorster autorisa la venue de joueurs et de spectateurs Maoris lors de la tournée de l'équipe de Nouvelle-Zélande de rugby à XV en Afrique du Sud en 1970. Création du Parti national reconstitué par le fils de l'ancien général et premier ministre James Barry Hertzog, Albert Hertzog, ancien ministre des gouvernements Verwoerd et Vorster et connu pour ses discours anglophobes.
- 1970 : John Vorster, devient le premier chef de gouvernement du parti national à effectuer une visite officielle dans un pays africain (le Malawi).
- 1971 : refus de John Vorster de faire modifier le drapeau sud-africain contrairement à ce que voulait faire Verwoerd qui souhaitait adopter un nouveau drapeau tricolore, débarrassé de l'Union Jack, et aux bandes verticales orange, blanche et bleue au centre duquel auraient figuré un springbok et des protéas.
  - Visite du président du Malawi, Hastings Kamuzu Banda en Afrique du Sud, la première visite d'un dirigeant africain en Afrique du Sud, (la première visite d'un chef d'état étranger en Afrique du Sud depuis celle du roi d’Angleterre (et d'Afrique du Sud), George VI en 1947).
- 1974 : exclusion du représentant sud-africain de l'Assemblée Générale des Nations unies.
- 1975 : engagement de l'armée et des services secrets sud-africains en Angola et au Mozambique aux côtés des mouvements rebelles antimarxistes (Unita et RENAMO).
- 1976 : répression et état d'urgence à la suite des Émeutes dans le township de Soweto contre l'enseignement obligatoire en afrikaans. Indépendance du Transkei non reconnue par la communauté internationale.
- 1977 : Assassinat par la police de Steve Biko, chef de la Conscience noire. Indépendance du Bophuthatswana, non reconnue par la communauté internationale.
  - La commission Theron, chargée de proposer des réformes constitutionnelles, observe que le système parlementaire de Westminster est devenu obsolète et inadapté pour une société multiculturelle et plurielle comme la société sud-africaine et qu'il renforce les conflits politiques et la domination culturelle d'un groupe sur les autres, formant ainsi un obstacle à la bonne gouvernance du pays. La commission propose un changement de système mais ne remet pas en cause le principe des lois d'apartheid.
- 1978 : Vorster démissionne à la suite d'un scandale politico-financier. Son ministre de la défense Pieter Botha, un conservateur pragmatique, lui succède au poste de Premier ministre.
- 1979 : l'Afrique du Sud teste sa première bombe nucléaire dans le désert du Kalahari.
- 1982 : second schisme au sein du NP à la suite des réformes proposées par Pieter Botha. Création du Parti conservateur par Andries Treurnicht.
- 1983 : Référendum sur la constitution
- 1984 : Entrée en vigueur de la nouvelle constitution créant un parlement tricaméral (une chambre pour les populations blanches, une chambre pour les populations coloured, une chambre pour les populations indo-pakistanaises).
- 1985 : Révolte des townships.

9 septembre 1985 : Décret de sanctions limitées contre l'Afrique du Sud par le président américain Ronald Reagan.
- 1986 : État d'urgence. Guerre civile au Natal entre mouvements noirs. Abolition des lois symboliques de l'apartheid comme le passeport intérieur.

29 septembre 1986 : La Chambre des représentants des États-Unis vote des sanctions économiques contre l'Afrique du Sud malgré le veto du président Reagan.
30 septembre 1986 : nomination d'Edward J. Perkins, premier ambassadeur noir américain en Afrique du Sud, par le président Ronald Reagan.
2 octobre 1986 : vote de sanctions économiques par le Congrès des États-Unis, en dépit là aussi du veto du président Reagan.
- 1987 : les élections générales sont marquées par la montée du parti conservateur qui prend au parlement le statut d'opposition officielle à la place du parti progressiste fédéral .
- 1988 : accord de cessez-le-feu en Angola. Retrait des troupes sud-africaines et cubaines.
- 1989 : 
  - 15 août 1989, Pieter Botha, affaibli par la maladie, démissionne et laisse le pouvoir à Frederik de Klerk.
  - 6 septembre 1989, élection du nouveau Parlement tricaméral
- 1990 : 
  - février 1990 : Légalisation de l'ANC, du parti communiste sud-africain et de tous les mouvements noirs. Libération de Nelson Mandela.
  - 21 mars 1990 : Indépendance accordée à la Namibie.
- 1991 : Abolition des dernières lois d'apartheid en juin.

### La période de transition constitutionnelle

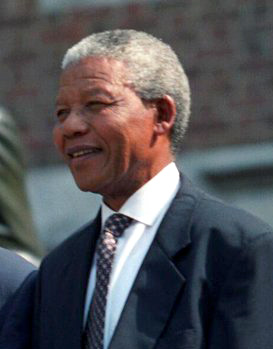
Nelson Mandela

- 1992 : Référendum par lequel 68 % des blancs approuvent les négociations constitutionnelles avec l'ANC.
- 1993 :
  - 23 mars 1993 : Frederik de Klerk annonce devant le Parlement que l’Afrique du Sud a  mis au point un programme nucléaire dans les années 1960, construit six bombes atomiques, puis démantelé volontairement son arsenal avant de signer le Traité de non-prolifération[1],[2].
- 1993-1994 : 
  - Négociations constitutionnelles sur fond de tensions dans les townships et des menaces de l'extrême droite blanche.
- 1994 :
  - Février 1994 : Rétrocession de Walvis Bay à la Namibie.
  - Mars 1994 : Soutien de l'extrême droite au gouvernement du Bophuthatswana dans sa tentative (sans succès) pour ne pas être réintégrée dans l'Afrique du Sud.
  - 27 avril 1994 : Entrée en vigueur de la constitution intérimaire. Nouveau drapeau et modification de l'hymne national. Premières élections multiraciales de l'histoire du pays remportées par l'ANC (62,65 %) qui s'impose dans 7 des 9 nouvelles provinces du pays.
  - 10 mai 1994: Nelson Mandela devient le premier président noir de l'Afrique du Sud. Nomination d'un nouveau gouvernement multiracial et d'union nationale entre l'ANC, le parti national et l'Inkatha.
- 1995: 
  - Mise en place de la Commission vérité et réconciliation.
  - Premières élections municipales post-apartheid remportées par l'ANC (58 %). Le parti national remporte 18 % des voix.
  - Coupe du monde de rugby en Afrique du Sud
- 1996 : Adoption de la nouvelle constitution d'Afrique du Sud. Le Parti national quitte le gouvernement et entre dans l'opposition.

## L'Afrique du Sud post-apartheid

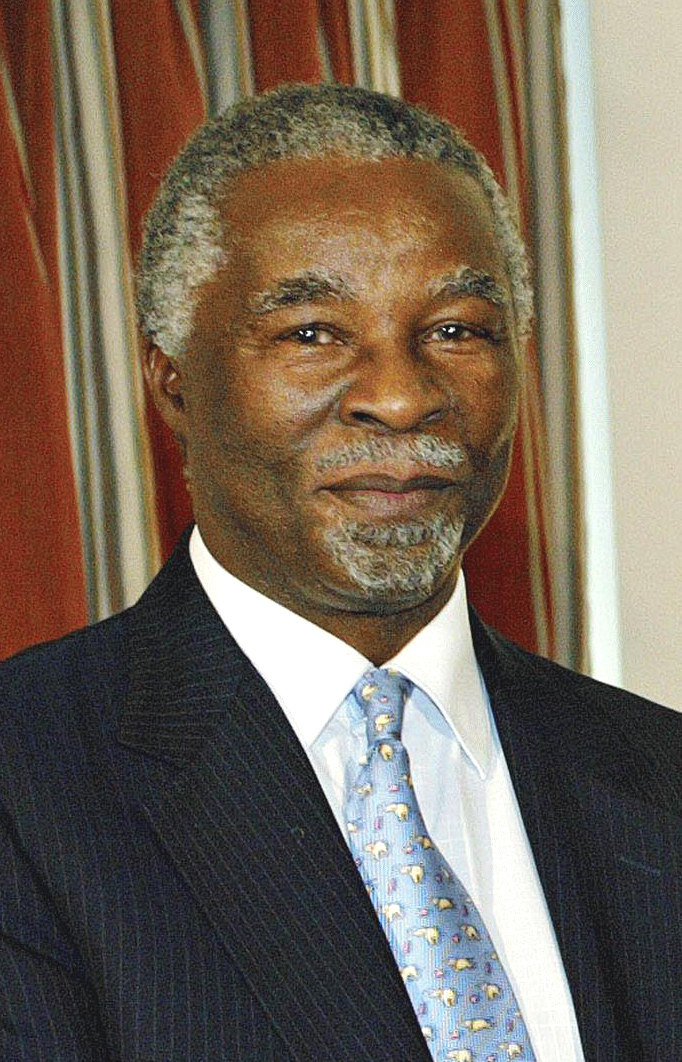
Thabo Mbeki.

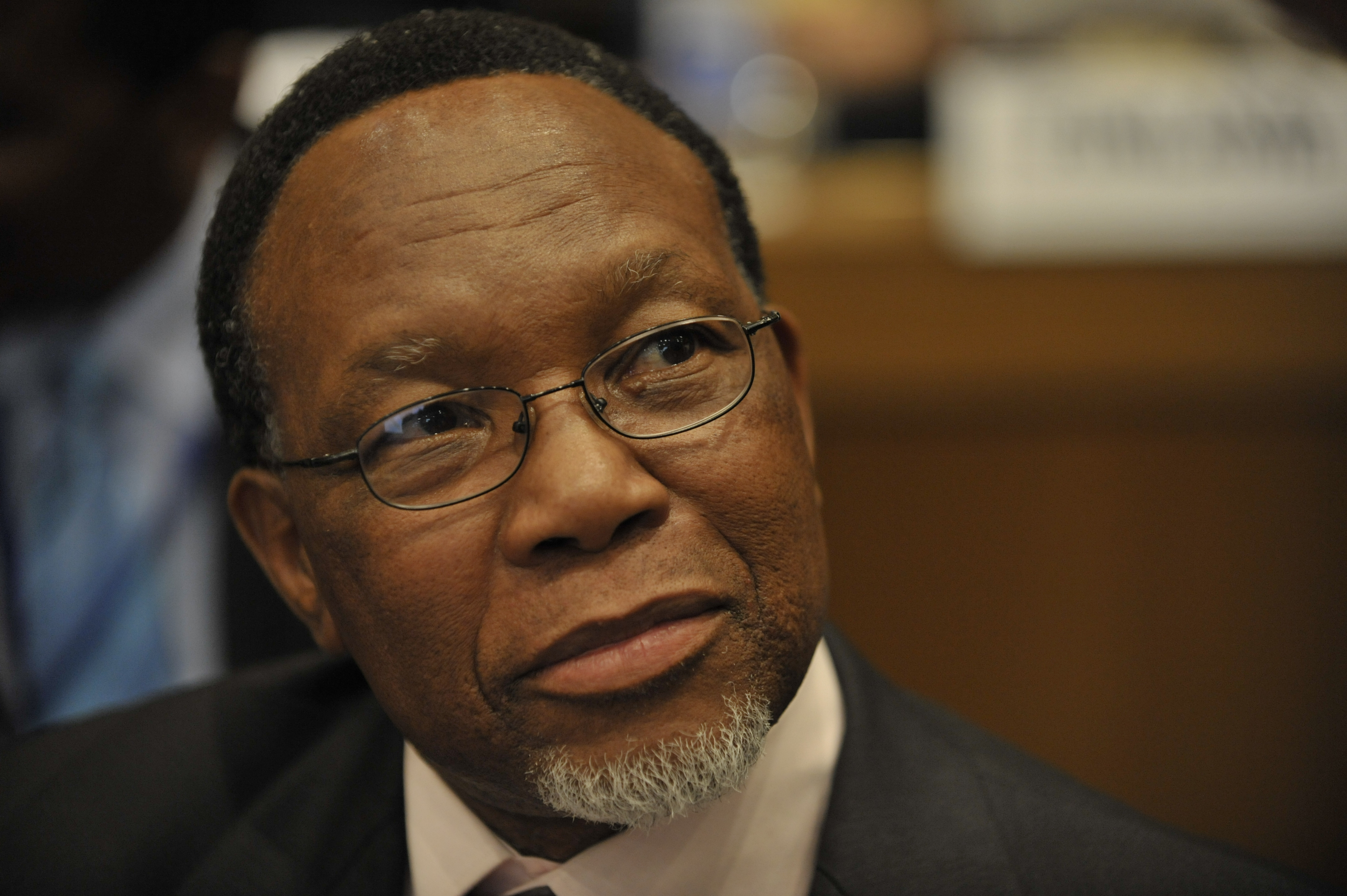
Kgalema Motlanthe.

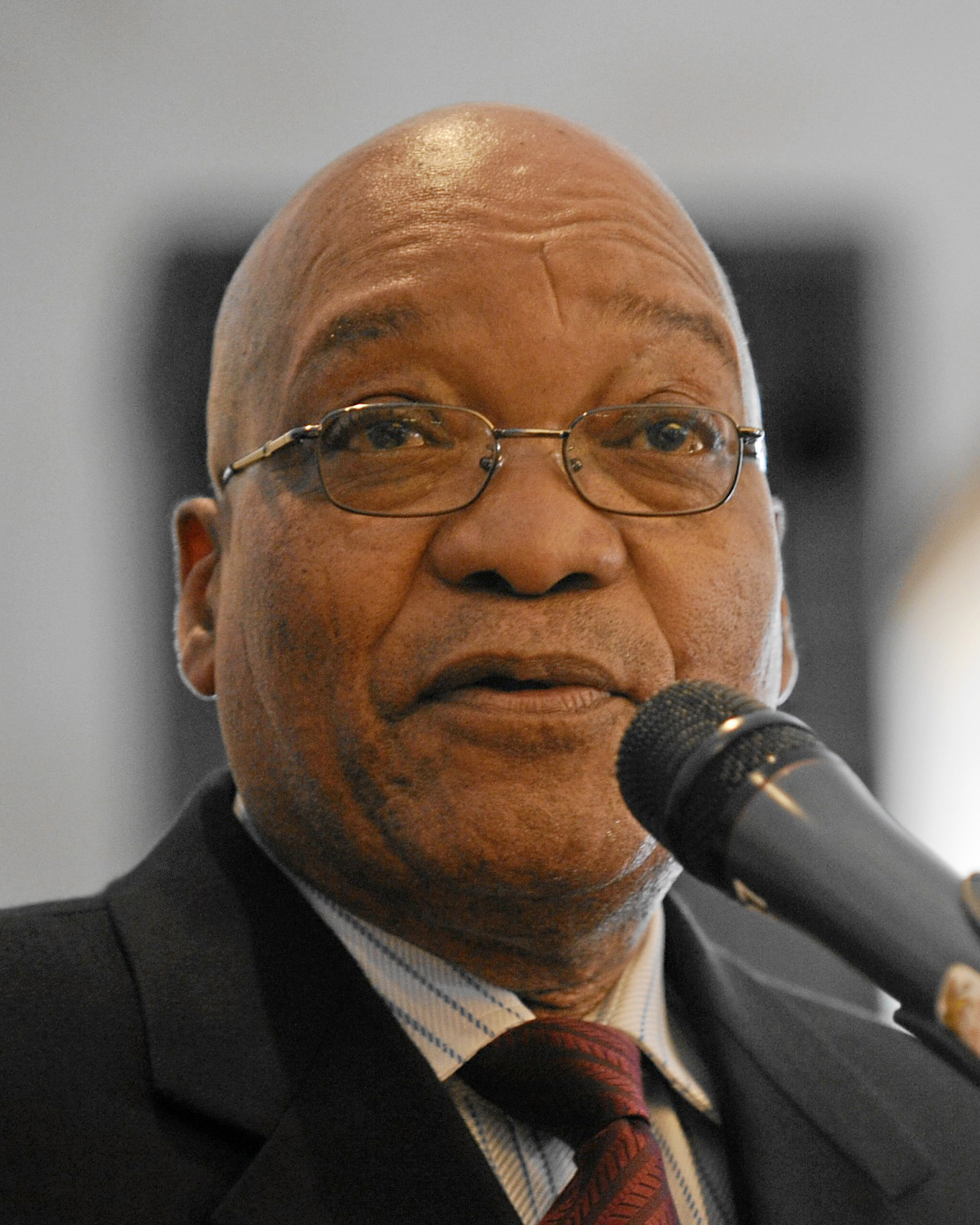
Jacob Zuma.

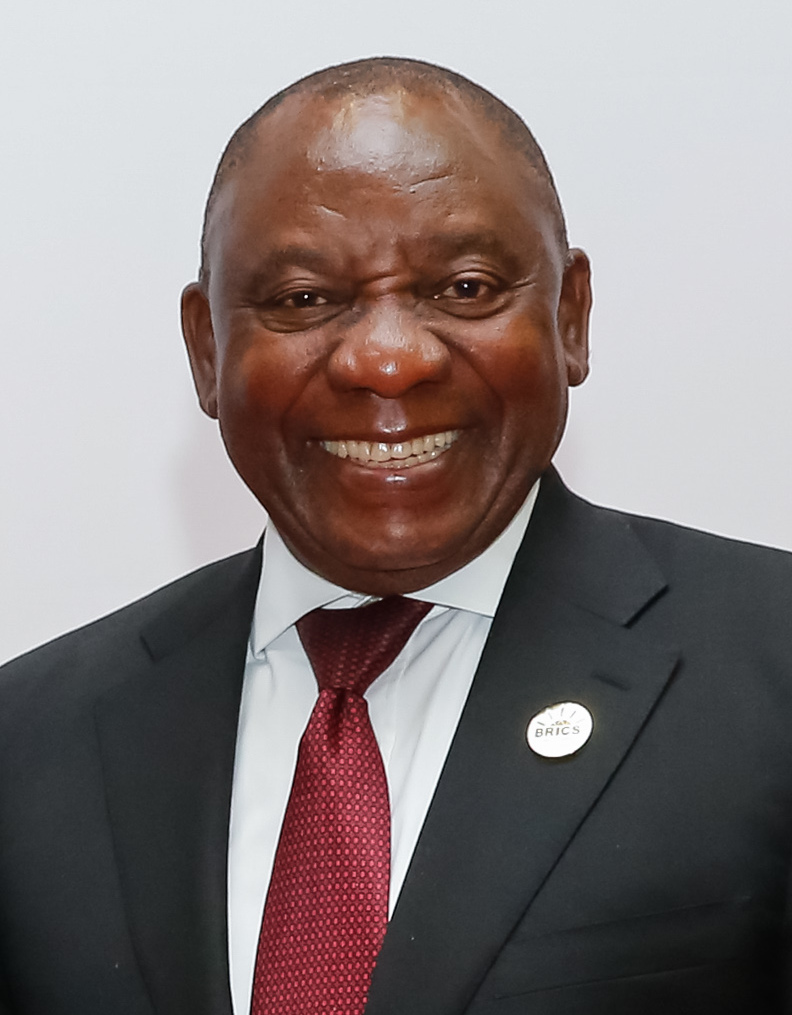
Cyril Ramaphosa.

- 1998 : les États-Unis mettent fin à l’embargo sur les ventes d’armes à l'Afrique du Sud, décidé en 1963.
- 1999 : Thabo Mbeki devient le second président noir d'Afrique du Sud. L'ANC accroît sa prépondérance aux élections générales et remporte sept des neuf provinces sud-africaines.
- 2000 : fondation de l'Alliance Démocratique regroupant le Nouveau Parti national (NNP) et le parti démocratique. Le retrait du NNP de la coalition, un an plus tard, pour s'allier avec l'ANC permet à celle-ci de s'imposer dans la province du Cap-Occidental. Redécoupage des  municipalités sud-africaines.
- 2001 : conférence mondiale contre le racisme organisée par l’ONU à Durban
- 2002 : plusieurs villes du Limpopo se voient dotées d'un nouveau nom sotho comme celle de Pietersburg qui prend le nom de sa municipalité, Polokwane.
- 2004 : second mandat pour Thabo Mbeki. Victoire pour la première fois de l'ANC dans les neuf provinces. Le NNP entre au gouvernement.
- 2005 : dissolution du NNP dont les membres ont été invités à rejoindre l'ANC. Le vice-président Jacob Zuma est limogé par le président Mbeki à cause de son implication dans une affaire de corruption. L'insatisfaction augmente dans les bidonvilles et des manifestants s'en prennent aux autorités locales, accusées d'incompétence et de corruption. La cour constitutionnelle sud-africaine invalide la loi de 1961, qui stipulait que le mariage n’était légal que s’il unissait un homme et une femme.
- 2006 : 
  - Élections municipales du 1er mars remportées largement par l'ANC avec 65 % des suffrages contre 16 % à l'Alliance démocratique et 4,7 % à l'Inkatha Freedom Party. Néanmoins, on assiste à ces élections à une baisse significative de la participation (49 %). La municipalité du Cap est la seule des six grandes métropoles d'Afrique du Sud à être dirigé par l'opposition officielle (l'Alliance démocratique).
  - Le 14 novembre 2006, l'Afrique du Sud est le premier pays du continent africain à légaliser le mariage homosexuel, avec égalité des droits au mariage entre hétérosexuels. La nouvelle loi entre en vigueur le 30 novembre 2006.
- 2007 : Jacob Zuma prend la présidence de l'ANC et évince les partisans de Thabo Mbeki.
- 2008 : pénurie grave d'électricité en Afrique du Sud. Impossibilité pour les 17 centrales nationales de satisfaire les besoins domestiques et les besoins des entreprises[3]. Le pays suspend ses exportations d'électricité à destination de la Zambie et du Zimbabwe, menaçant l'économie de ces deux pays. En septembre, Thabo Mbeki est évincé de la présidence sud-africaine par les partisans de Jacob Zuma. Il est remplacé par Kgalema Motlanthe. Une faction dissidente de l'ANC, loyale à Mbeki, fonde le Congrès du Peuple (COPE).
- 2009 : à la suite des élections générales du 22 avril remportées par l'ANC (près de 66 % des voix), Jacob Zuma devient le nouveau président sud-africain. L'Alliance démocratique remporte le Cap-Occidental lors des élections provinciales.
- 2010 : Coupe du monde de football en Afrique du Sud.
- 2011 : les élections municipales sont marquées par une baisse relative de l'ANC (62 %), qui l'emporte cependant assez largement, et par la montée de l'Alliance démocratique (24 % des voix) qui s'impose dans la majorité des municipalités du Cap-Occidental.
- 2012 : centenaire de l'ANC. Festivités à Bloemfontein, son lieu de naissance.
- 2013 : le 5 décembre, mort de Nelson Mandela à Johannesbourg.
- 2021 : la ville sud-africaine de Port Elizabeth est officiellement renommée Gqeberha, le nom en xhosa du fleuve côtier Baakens (en) qui traverse la ville.
- 2023 : la langue des signes sud-africaine est devenue la douzième langue officielle[4].